# کاج باتلاقی
کاج باتلاقی (نام علمی: Pinus elliottii) نام یک گونه از سرده کاج است.